# Знамена на Върховния македоно-одрински комитет
Знамената на Върховния македоно-одрински комитет са ушивани в периода на съществуване на организацията между 1895 и 1905 година. Няколко от тях са запазени до днес, а други са изгубени или унищожени.

## Знамена

### Знаме от Четническата акция
Знамето вероятно е изработено с благословията на Княз Фердинанд I и е предадено на ВМОК за Четническата акция. Знамето е двуслойно и е изработено от копринен плат. На лицевата му страна върху зелен фон с бронзова боя е изобразен изправен коронован лъв, обкръжен от венец. Около зеленото поле в средата се редуват червени и жълти полета, които образуват кръст. Знамето е открито през 1986 година в Македонския културен дом при ремонт и е предадено на съхранение в НВИМ.

### Бойно знаме на Иван Цончев
Знамето е ушито през 1895 година за четите на Никола Мутафов и Петър Начев, връчено е на четата на Стойо Костов, като за знаменосец е определен унтерофицер от Сливен с прозвище Челкаша, а за негов асистент – четникът Никола Иванов. Знамето е двуслойно и е изработено от копринен плат. На лицевата му страна върху зелен фон с бронзова боя е изобразен изправен коронован лъв, обкръжен от венец. Около зеленото поле в средата се редуват червени и жълти полета, които образуват кръст. На обратната страна на знамето със златисти букви е изписан девизът „Свобода или смърть. 1895 г.“. Знамето участва в Горноджумайското въстание и Илинденското въстание в четата на Иван Цончев, носено от знаменосеца в четата Никола Винаров. През 1970 година е предадено на съхранение в НВИМ.

### Бойно знаме на Атанас Мурджев
Знамето е изработено от червен атлаз. В средата е изобразен изправен лъв от жълт копринен плат, а над него има надпис „Разградско Македоно - Одринско дружество“. На обратната страна са пришити череп и кръстосани кости от бяла копринена материя, както и надписи „Свобода или смъртъ“, а под нея абревиатурата „Ц.М.О.Р.К“ (Централен Македоно - Одрински революционен комитет). Използвано е в Илинденското въстание от четата на Атанас Мурджев, който след въстанието го съхранява в дома си до 1943 година, когато го предава на НВИМ.

### Бойно знаме на Никола Лефтеров
Знамето е поръчано от хлебарския еснаф във Варна, изработено е от Олга Христова Шотова, дъщеря на преселник от Загоричани. Лицевата му страна е направена от 4 еднакви по размери триъгълници. Червени отдолу и отгоре и зелени ляв и десен. Има надписи „НАПРЕДЪ, БРАТИЯ СВОБОДА ИЛИ СМЪРТЪ“, „НА ВАРНЕНСКАТА МАКЕДОНСКА ДРУЖ.“, „Завещано от Варненското хлебарско съсловие“, „1-й СЕПТЕМВРИЙ 1901 г.“, извезана корона, ножове и черепи. Участва в Илинденското въстание и в Балканската война като знаме №2 на 10-а Прилепска дружина на Македоно-Одринското опълчение.

## Галерия
- Александрина Иванова от Неврокоп, с революционно знаме.
- Четата на Атанас Мурджев със знамето
- Четата на Атанас Мурджев със знамето
- Любен Станчев от Варна, знаменосецът на четата на Никола Лефтеров.
- Знамето на Лефтеровата чета бродирано от Олга Шотова (вляво)
- Христо и Тодор Данаилови като участници в Илинденското въстание
- Дейци на македонското братство в Кюстендил, отдясно Владимир Куртев
- Четата на Иван Цончев
- Знамето на Оряховското македоно-одринско дружество